# Armanaz (nahija)
Nahija Armanaz (ar. ناحية أرمناز) je nahija u okrugu Harem, u sirijskoj pokrajini Idlib. Po popisu iz 2004. (prije rata), nahija je imala 27.267 stanovnika. Administrativno sjedište je u naselju Armanaz.